# Spiegle Willcox
Newell „Spiegle“ Willcox (* 2. Mai 1903 in Sherburne (New York); † 25. August 1999 in Cortland (New York)) war ein US-amerikanischer Jazzposaunist.

## Leben und Wirken
Wilcox lernte Ventilposaune von seinem Vater Lynn Willcox, als beide in einer lokalen Band in Cortland spielten. Beim Besuch der Manlius Militärakademie 1918 bis 1920 wechselte er zur Zugposaune. Danach spielte er im Al Deisseroth Orchestra in Syracuse (New York), 1922 bei Tige Jewett und danach in den Big Four von Bob Causer, aus denen 1924 die Collegians von Paul Whiteman wurden, wo er mit Bix Beiderbecke spielte. 1925 war er in der Lakeside Park Band in Auburn (New York) und kurz bei den California Ramblers, bevor er dem Orchester Jean Goldkette beitrat (als Nachfolger von Tommy Dorsey), dem er mit einer kurzen Unterbrechung in der Band von Henry Thies bis Juni 1927 angehörte. Zur Band gehörten Bix Beiderbecke, Jimmy Dorsey, Frankie Trumbauer, Eddie Lang und Joe Venuti. Danach spielte er auch in den Bands von Joe Venuti, Russ Morgan und Jimmy Dorsey, verfolgte aber ab 1927 eine Karriere außerhalb der Musik im Familienbetrieb im Staat New York. Eine Weile leitete auch noch nebenbei eine eigene, lokal sehr erfolgreiche Band im Raum Syracuse.
1975 erlebte er ein Comeback anlässlich eines Tribute-Konzerts für Bix Beiderbecke mit anderen ehemaligen Mitgliedern des Goldkette-Orchesters in der Carnegie Hall. Danach spielte er regelmäßig bis ins hohe Alter auf Festivals in Europa und den USA, besonders dem Sacramento Jazz Jubilee. Dabei sang er auch und nahm ein Album unter eigenem Namen auf (Jazz Keeps You Young 1994, Challenge Records, mit dem Menno Daams Sextett). Er lebte lange in Cincinnatus, New York.
Er nahm zuerst 1923 mit den Collegians von Whiteman auf, sein erstes Solo 1926 bei Goldkette (Lonesome and Sorry). Als Zeitzeuge äußerte er sich zu Bix Beiderbecke in einem Dokumentarfilm 1981 und in der Jazz-Reihe von Ken Burns.
1995 erhielt er den Benny Carter Award der American Federation of Jazz Societies.

## Lexikalischer Eintrag
- Ian Carr, Digby Fairweather, Brian Priestley: Rough Guide Jazz. Der ultimative Führer zur Jazzmusik. 1700 Künstler und Bands von den Anfängen bis heute. Metzler, Stuttgart/Weimar 1999, ISBN 3-476-01584-X.